# S.O.S. Italia
S.O.S. Italia (zu deutsch: S.O.S. Italien) ist eine Partei in Italien. Sie wurde 1996 mit dem Ziel gegründet, die Verbraucherrechte zu stärken und die westliche Kultur gegen äußere Einflüsse zu verteidigen. In diesem Zusammenhang propagiert die Partei einen Zuwanderungsstopp von Nicht-Europäern und kritisiert die Präsenz von Islamisten, worunter die Partei jedoch Muslime im Allgemeinen versteht, in Italien.
S.O.S. Italia war in der Mitte-rechts-Koalition Casa delle Libertà (später Popolo della Libertà) von Silvio Berlusconi vertreten. Politischer Führer der Partei ist Diego Volpe Pasini, der gleichzeitig Mitglied des Gemeinderats von Udine ist.
Ideologisch beruft sich S.O.S. Italia auf die Schriften von Papst Benedikt XVI., des ehemaligen Senatspräsidenten Marcello Pera, des Journalisten Magdi Allam und der Schriftstellerin Oriana Fallaci.